# Беверунген
Беверунген (њем. Beverungen) град је у њемачкој савезној држави Северна Рајна-Вестфалија. Једно је од 10 општинских средишта округа Хекстер. Према процјени из 2010. у граду је живјело 14.447 становника. Посједује регионалну шифру (AGS) 5762008, NUTS (DEA44) и LOCODE (DE BEV) код.

## Географски и демографски подаци
Беверунген се налази у савезној држави Северна Рајна-Вестфалија у округу Хекстер. Град се налази на надморској висини од 100 метара. Површина општине износи 97,8 km².

## Становништво
У самом граду је, према процјени из 2010. године, живјело 14.447 становника. Просјечна густина становништва износи 148 становника/km².

## Међународна сарадња
| Мјесто | Држава    | Врста сарадње | Од    |
| ------ | --------- | ------------- | ----- |
|        | Француска | партнерство   | 1965. |
|        | Француска | партнерство   | 1970. |
|        | Француска | партнерство   | 1970. |
|        | Француска | партнерство   | 1964. |
| О      | Француска | партнерство   | 1966. |
| Извор  |           |               |       |